# Buker
Buker is een bestuurslaag in het regentschap Sampang van de provincie Oost-Java, Indonesië. Buker telt 4570 inwoners (volkstelling 2010).